# Червената вдовица
„Червената вдовица“ (на английски: The Adventure of the Red Widow) е разказ на писателя Адриан Конан Дойл за известния детектив Шерлок Холмс. Включен е в сборника с разкази „Подвизите на Шерлок Холмс“ (The Exploits of Sherlock Holmes) публикуван през 1954 г.

## Сюжет
Внимание:  Текстът по-долу разкрива сюжета на произведението (или части от него)!
На 30 декември 1887 г. към Шерлок Холмс за помощ се обръща полицейския инспектор Грегсън. В замъка Арнсуърт в графство Дарбишър е бил намерен убит лорд Джоселин Коуп.
Пристигайки на мястото на престъплението Холмс се среща с местния полицай, който разказва подробности за убийството.
В къщата на лорд Коуп живее братовчед му, капитан Джаспър Лотиан. Те често са се карали, тъй като капитан Лотиан е изключително брутален и жесток човек. И ето привечер капитан Лотиан е изчезнал, а икономът на лорд Коуп е намерил господаря си мъртъв. В дома на лорда се съхранява голяма колекция на хладно оръжие, но главната ѝ забележителност е истинска гилотина, която е била направена в Ним по време на Френската революция. Именно на тази гилотина е било намерено и обезглавеното тяло на лорда. Полицията счита, че капитан Лотиан, по време на внезапно скарване, е убил братовчед си по толкова жесток начин и е избягал.
Но Холмс поставя под въпрос полицейската версия. Той оглежда местопрестъплението и тялото на убития, до което в безмълвна скръб седи трагично красивата му златисто-червенокоса съпруга. След огледа Холмс заявява категорично, че убийството не е станало случайно, а е внимателно планирано и подготвено. След това Холмс оглежда следите на улицата, а по-късно моли иконома Стивън да го заведе в библиотеката на лорда. Тук Холмс, за голяма изненада на Уотсън, внимателно разглежда килима близо до старинната камина и уверено заявява, че разследването е приключило.
Излизайки от замъка, Холмс и Уотсън незабелязано се връщат обратно, и в един от килерите Холмс, с помощта на купчинка слама, инсценират пожар. Прибягвайки в библиотеката, Холмс и Уотсън хващат лоялния иконом на лорда, който удря с юмрук по камината и моли господаря си да се спасява. Тогава Холмс предлага на лорда да излезе от скривалището си, и пред тях се появява „убития“ Джоселин Коуп.
Лорд Коуп признава престъплението си, но също така заявява, че е взел отрова и скоро ще умре. Лордът моли Холмс да обясни как е успял да разкрие това престъпление. Холмс обяснява, че веднага става подозрителен, когато е станало ясно, че отрязаната глава липсва, следователно самоличността е трябвало да остане скрита. Оглеждайки следите около къщата той е установил, че някой е носил безчувственото тяло върху себе си до мястото на убийството, и че не е имало никаква „внезапна“ кавга. Изследвайки пепелта от цигари в близост до камината, Холмс е разбрал, че „убития“ се крие някъде там, и с помощта на „пожара“ Холмс е примамил лорд Коуп.
Коуп обяснява, че на това ужасно престъпление го е довело поведението на капитан Лотиан. Капитанът е прелъстил съпругата на лорда и Коуп е решил да си отмъсти. Но лорд е решил не просто да убие Лотиан, а да придаде на това действие вид на справедлива присъда. Умирайки Коуп моли Холмс да не дава публичност на този случай, а Холмс великодушно обещава да изпълни молбата му.

## Интересни факти
Основа за написването на разказа е споменаването на случая в разказа на Артър Конан Дойл „Скандал в Бохемия“. 
| „ | ...В случая със скандала на подмяната на Дарлингтън това беше от полза за мен, а също и при делото в замъка Арнсуърт. ... | “ |

Холмс предлага на Уотсън да опише историята в замъка Арнсуърт със заглавието „Червената вдовица“, тъй като по време на Френската революция така са наричали гилотината.